# Stenoporpia polygrammaria
Stenoporpia polygrammaria là một loài bướm đêm trong họ Geometridae.